# International Emmy Directorate Award

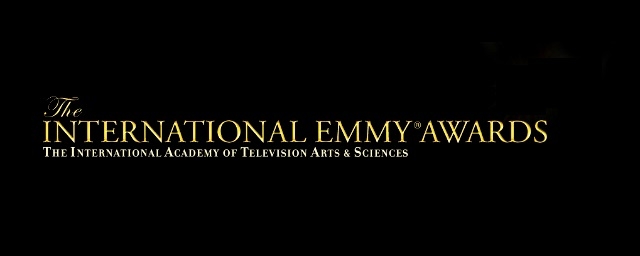
Logo des International Emmy Awards.

Le International Emmy Director Award est décerné par l'Académie Internationale des Arts et des Sciences de la Télévision (IATAS) et récompense des personnes ou des organisations pour leur contribution exceptionnelle à la télévision internationale.[1] La cérémonie de remise des prix a lieu chaque année à New York depuis 1973.

## Palmarès

### Années 1970
- 1973 – Charles Curran,  Royaume-Uni
- 1974 – Joseph V. Charyk,  États-Unis
- 1975 – Junzo Imamichi,  Japon
- 1976 – Talbot S. Duckmanton,  Australie
- 1977 – Alphonse Quimet,  Canada
- 1979 – Frank Stanton,  États-Unis

### Années 1980
- 1980 – Lew Grade,  Royaume-Uni
- 1981 – Sir Huw Wheldon,  Royaume-Uni
- 1982 – Akio Morita,  Japon
- 1983 – Roberto Marinho,  Brésil
- 1984 – Lord Sydney Bernstein,  Royaume-Uni
- 1985 – Leonard H. Goldenson,  États-Unis
- 1986 – Herbert Schmertz,  États-Unis
- 1987 – Jeremy Isaacs,  Royaume-Uni
- 1988 – Vittorio Boni,  Italie
- 1989 – Ted Turner,  États-Unis
  - Murray Chercover,  Canada

### Années 1990
- 1990 – Henrikas Yushkiavitshus,  États-Unis
- 1991 – Henry Becton,  États-Unis
- 1992 – Silvio Berlusconi,  Italie
- 1993 – Andre Rousselet,  France
- 1994 – Helmut Thoma,  Allemagne
- 1995 – John Birt,  Royaume-Uni
- 1996 – Hebert A. Granath,  États-Unis
- 1997 – Dieter Stolte,  Allemagne
- 1998 – Sam Nilsson,  Suède
- 1999 – Ralph Baruch,  États-Unis

### Années 2000
- 2000 – Su-Ming Cheng,  Chine
- 2001 – Gustavo Cisneros,  Venezuela
- 2002 – Katsuji Ebisaw,  Japon
- 2003 – Greg Dyke,  Royaume-Uni
- 2004 – Herbert Kloiber,  Allemagne
- 2005 – Charles Allen,  Royaume-Uni
- 2006 – Ronald Lauder,  États-Unis
- 2007 – Patrick Le Lay,  France
- 2008 – Liu Changle,  Hong Kong
- 2009 – Prof. Markus Schächter,  Allemagne

### Années 2010
- 2010 – Lorne Michaels,  États-Unis
- 2011 – Subhash Chandra,  Inde
- 2012 – Dr. Kim In-Kyu,  Corée du Sud
- 2013 – Anke Schäferkordt,  Allemagne
- 2014 – Roberto Irineu Marinho,  Brésil
- 2015 – Richard Plepler,  États-Unis
- 2016 – Maria Rørbye Rønn,  Danemark
- 2017 – Emilio Azcárraga Jean,  Mexique
- 2018 – Sophie Turner Laing,  Royaume-Uni
- 2019 – Christiane Amanpour,  Royaume-Uni

### Années 2020
- 2021 – Thomas Bellut,  Allemagne
- 2022 – Miky Lee,  Corée du Sud
- 2023 – Ekta Kapoor,  Inde
- 2024 – Sidonie Dumas[1],  France